# Świdwin
Świdwin (udtale: [ˈɕfidvin]; tysk: Schivelbein; kashubisk: Skwilbëno) er en by i den nordlige centrale del af voivodskabet Vestpommern i den nordvestlige del af Polen. Byen har 14.937(2021) indbyggere og et areal på 	22,38 km², og er en del af powiatet Świdwin. Świdwin ligger i den historiske region Pommern på venstre bred af floden Rega, omkring 100 km øst for den regionale hovedstad Szczecin og 44 km syd for Østersøens kyst ved Kołobrzeg.

## Historie
Området blev en del af den nye polske stat under dens første historiske hersker Mieszko 1. af Polen omkring 967. I det 12. århundrede var der en gord på handelsruten fra kystbyen Kołobrzeg til Storpolen. Efter fragmenteringen af Polen udgjorde den en del af Hertugdømmet Pommern. Hertug Barnim 1. gav bosættelsen til præmonstratenserne fra Trzebiatów. I 1248 afstod hertugen området til biskoppen af Kamień, som kort efter solgte det til Askaniske markgreve af Brandenburg. Schivelbein blev indlemmet som den nordøstlige forpost for regionen Neumark (en). Den blev tildelt byrettigheder i 1296. Fra 1373 var den en del af Lande under Bøhmens krone som en af dens nordligste byer, i 1384 blev det overdraget til Den Tyske Ordensstat, og i 1455 til Brandenburg, hvilken besiddelse det forblev indtil opløsningen af Det Hellige Romerske Rige i 1806. I det 15. århundrede var der stridigheder med den nærliggende by Białogard, og i 1469 blev der endda udkæmpet et slag mellem byerne. I 1477 blev der oprettet et karteuserkloster, som blev sekulariseret i 1539. Bryggeriet udviklede sig på det tidspunkt. I 1550 var omkring 30 % af de befolkningen døde i en epidemi. I det 17. århundrede led byen som følge af to brande og Trediveårskrigen. I 1816 blev den en del af Kongeriget Preussen.